# بطولة إمباكت العالمية
بطولة الـTNA العالمية هي المصارعة بطولة العالم الوزن الثقيل المملوكة من قبل اتحاد التي ان ايه للمصارعة (TNA). وهي البطولة الرئيسية للتي ان ايه. مثل معظم البطولات المصارعة المهنية، فاز اللقب عن طريق نتيجة مباراة محددة سلفا.
قبل إنشاء البطولة، كانت التي ان ايه تسيطر على بطولة ان دبليو ايه العالم للوزن الثقيل عن طريق اتفاق مع التحالف الوطني للمصارعة (nwa). في عام 2007، انتهت الاتفاقية بين TNA و NWA، مما أدى إلى إنشاء بطولة TNA العالم للوزن الثقيل. تم الكشف عن البطولة في 14 مايو 2007 في تسجيل البرنامج التلفزيوني الرئيسي TNA امباكت! ، والتي بثت في 17 مايو 2007. البطل الافتتاحي هو كورت أنغل، الذي يحمل أيضا الرقم القياسي لأكبر عدد مرات حمل اللقب حيث حمل اللقب ستة مرات.
عندما غيرت TNA اسمها وأصبحت امباكت ريسلينج في مارس 2017، تم تغيير اسمه بعد فترة وجيزة لتتوافق مع التغيير. بعد ان غيرت التي ان ايه علامتها التجارية إلى جي في دبليو في وقت لاحق من ذلك العام، كان اللقب موحد مع بطولة الجي اف دبليو العالمية الأصلية في سلامي فرسري 15 وأصبحت بطولة الجي اف دبليو الموحدة العالمية للوزن الثقيل. بعد عرض ديستيشن اكس 2017، تم إنتاج لقب جديد سمي بلقب الجي اف دبليو العالمية وتم الاحتفاظ بالنسخة السابقة في مقر الشركة
و في شهر سبتمبر تم انهاء العلاقات بين التي ان ايه والجي اف دبليو لذلك تم اسقاط اسم الجي اف دبليو واعادة اسم التي ان ايه القديم

## التاريخ
وقد تم إنشاء اتحاد الجي اف دبليو الذي كان يعرف في السابق التي ان ايه في يونيو 2002. وفي وقت لاحق من العام نفسه، تم منح تي ان ايه السيطرة على بطولة NWA العالم للوزن الثقيل وبطولة العالم من قبل اتحاد المنظمة الوطنية للمصارعه (NWA) وأصبحت في وقت لاحق NWA -TNA في 19 يونيو 2002، عقدت NWA -TNA أول عرض لها. علي شكل عرض اسبوعي مدفوع مقابل المشاهدة. الحدث الرئيسي للعرض كان عشرين رجلا مباراة جونجليت فور جولد حيث عشرين رجلا يحاولون رمي بعضهم البعض فوق الحبل الأعلى وصولا إلى الأرض، حتى كان هناك رجلان متبقيان تصارعا في مباراة قياسية لتصبح أول من أي وقت مضى ليصبح الفائز أول بطل ان دبليو ايه العالم للوزن الثقيل في التي ان ايه. فاز كين شامروك على ماليس للفوز بالبطولة الشاغرة وكان ريكي ستيبوت كضيف خاص في الحدث. في عام 2004، ان دبليو ايه تركت التي ان ايه، ولكن ظلت التي ان ايه محتفظة بالحق في استخدام NWA العالم للوزن الثقيل عروضهم في حين أن ملزمون بالتقيد بأحكام مجلس إدارة NWA . وانتهت الاتفاقية في 13 مايو 2007 مع إنشاء TNA بطولة خاصة بها.

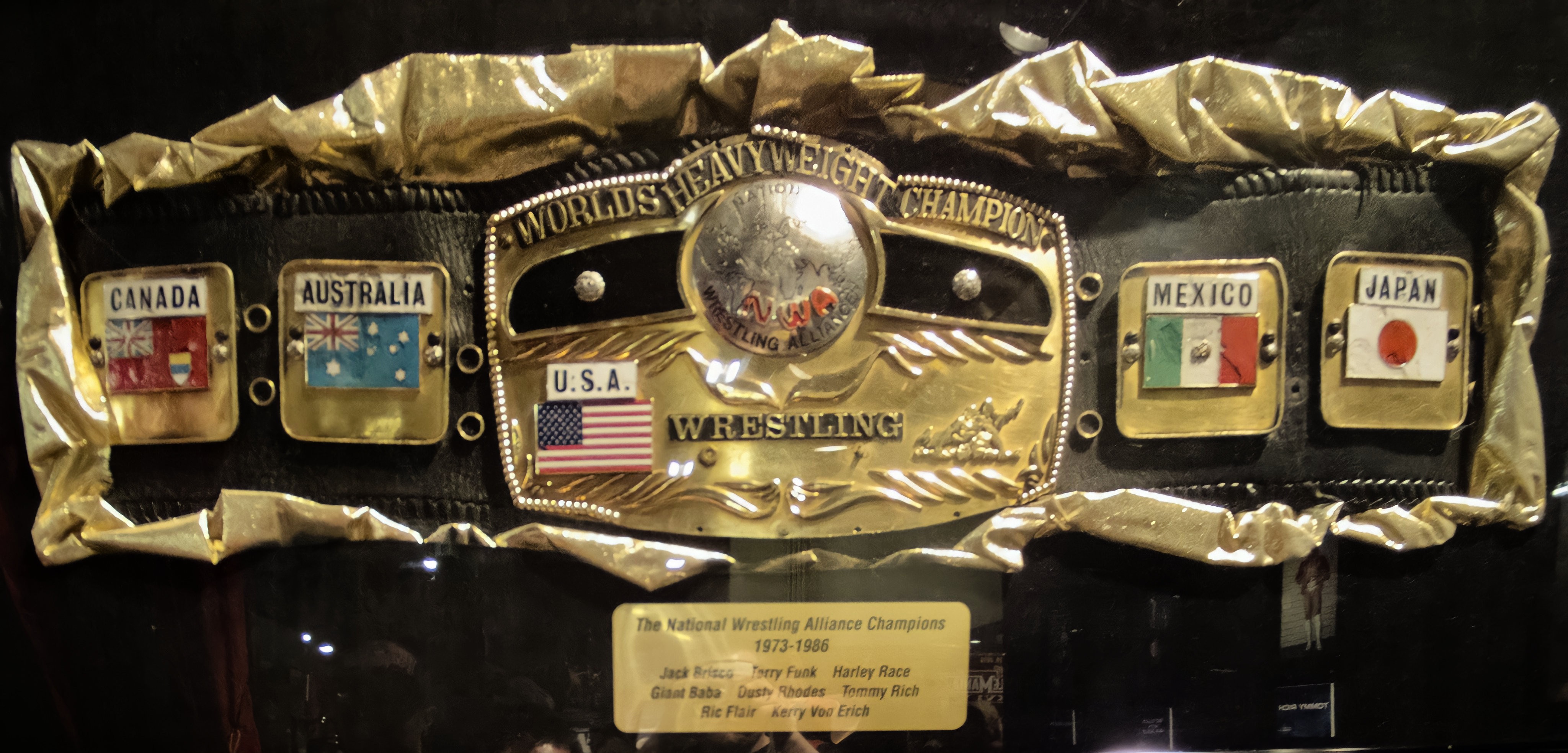
لقب بطولة ان دبليو ايه العالم للوزن الثقيل

بطولة الآن دبليو ايه العالم للوزن الثقيل حملها في التي ان ايه تغيرت 18 مرة حملها جاريت 6 مرات
و ستايلز 3 مرات كرستيان وكالنجر وستينج مرتين والباقين مرة واحدة (رينو وريفن وابيس)
تم التنافس على بطولة نوا العالم للوزن الثقيل في TNA حتى صباح 13 مايو 2007. في ذلك اليوم، أعلن المدير NWA التنفيذي روبرت تروبيتش أن NWA قد إنهت اتفاق لمدة خمس سنوات مع TNA، والتي قد أتاحت لهم السيطرة الكاملة على كلتا اللقبين. تروبيتش قال بأن فعالية ذلك الصباح، ثم بطل NWA العالم الثقيل الوزن الثقيل كريستيان كيدج تم تجريده من البطولة الخاصة بهم وكان الدافع المزعوم وراء هذه الإجراءات لأن كيدج رفض الدفاع عن بطولة NWA العالم للوزن الثقيل ضد المصارعين من اتحاد NWA في اليوم نفسه، كان من المقرر أن TNA تجهز لحدث ساكريفايس 2007، كان من المقرر أن يدافع كيج عن بطولة NWA العالمية للوزن الثقيل ضد كورت أنغل وستينج في مباراة تضم ثلاثة منافسين

## الإبداع
بعد ساكريفاس 2007 قامت الTNA بتسجيل مجموعة من الحلقات الامباكت! في 14 مايو وتم يث الحلقتين في 17 مايو و 24 مايو. في أول التسجيل، وجاء انجل إلى الحلبة مع الحزام بطولة العالم للوزن الثقيل الجديد، وأعلن أنه «بطل التي ان ايه العالم للوزن الثقيل الجديد». أعلن معلق TNA مايك تيناي عندما ذهب أنغل طريقه إلى الحلبة أن مدير الإدارة جيم كورنيت، على السلطة في ذلك الوقت، «اتخذ القرار أنه نظرا لتزايد تنامي شعبيه الTNA في جميع أنحاء العالم، فإن الشركة بحاجة إلى أن يكون لها بطولاتها الخاصة»؛ وبالتالي لا يعترف بان الNWA إنهت اتفاقهم مع TNA وتم إعطاء شرح قصة لماذا تم إنشاء البطولة. في وقت لاحق خلال البث، جرد كورنيت انجل من بطولة TNA العالم للوزن الثقيل بسبب النهاية المثيرة للجدل لمباراة في ساكريفايس. ثم أعلنت كورنيت أن البطولة سوف تظل شاغرة حتي بطولة سلامي فرسري17 يونيو 2007 في مباراة ملك الجبال - المباراة التي تضم خمسة مشاركين يتسابقون للحصول على تثبيت أو اخضاع مؤهلة للفوز بحزام البطولة. في 15 مايو 2007، كشف جيريمي بوراش عن حزام بطولة العالم للوزن الثقيل في نسخة برنامج تي ان ايه على الإنترنت بودكاست تي ان ايه توداي.
تم تحديد المشاركين الخمسة لمباراة ملك الجبل في سلسلة من مباريات المصارعة التي وقعت في غرض الامباكت! انجل هزيمة رينو في ليكون المصارع الأول في حلقة 17 مايو 2007 من الامباكت! .في حلقة 24 مايو 2007 من الامباكت! ، فاز ساموا جو على ستينغ ليصبح المشارك الثاني. مباراة التأهيل الثالثة عقدت في حلقة 31 مايو 2007 من الامباكت ! بين أنماط آيه جاي ستايلز وتومكو، التي فاز بها ستايلز. والرابعه كانت كريس هاريس ضد جيمس ستورم في حلقة 7 يونيو 2007 من الامباكت! ، التي انتهت بدون فائز دبل DQ ، وبالتالي لم تقدم أي رجل إلى مباراة ملك الجبل. لمباراة النهائية المؤهلة فاز بها كريستيان كيج على أبيس في حلقة 14 يونيو من الامباكت! . وانتهت المباراة بفوز انجل بمباراة ملك الجبال في سلامي فرسري على جو، قفص، ستايلز وهاريس، وهاريس هو كان المشارك الغامض الذي اختاره كورنيت
في أوائل عام 2017 بعد تغيير العلامة التجارية من تي ان ايه كما مصارعة الأمباكت، هو اسم العرض الرئيسي لها، وتم تفيير اسم بطولة العالم للوزن الثقيل تغير اسمها إلى بطولة امباكت ريسلينج العالم للوزن الثقيل لتتماشي مع التغييرات في الشركة.
في بطولة سلاميفرزاري 15، هزم بطل الجي اف دبليو العالمي ألبرتو ايل بترون بطل امباكت ريسلينج العالم للوزن الثقيل بوبي لاشلي لتوحيد اللقبين، مع تم اسقاط اسم البطولتين أصبحت البطولة تسمي البطولة الجي اف دبليو الموحدة العالمية للوزن الثقيل فتم تغيراسم الشركة فبذلك تم تسمية البطولة للتناسب مع التغيرات الجديدة

## تصميم حزام البطولة
خلال تاريخ البطولة كان لديها 5 تصاميم، مع حزام العنوان الأصلي (الذي كشف النقاب عنه في مايو 2007) موجود على لوحة المركز صورة النسر مع أجنحة لها الموسعة. كلمة «العالم» وضعت فوق رأس النسر على الشريط. تم لف الشريط حول أجنحة الطيور والجسم. وكانت خمس نجوم محفورة على الشريط عندما مرت على كل من أجنحة الطيور وكلمة «بطل» كما مرت على مواهب الطيور. تم طباعة عبارة «المصارعة الثقيلة» عبر صدر الطائر. في الجزء العلوي من لوحة الوسط كان هناك شعار ال TNA وكانت أربع لوحات جانبية أصغر تظهر صور مختلفة لخريطة العالم يظهر شعار TNA في أعلى وأسفل كل منها. في كل من نهايات حزام البطولة كان هناك لوحة صغيرة تغطي حزام البطولة يستقر شعار ال TNA محفورة على كل منهما. 

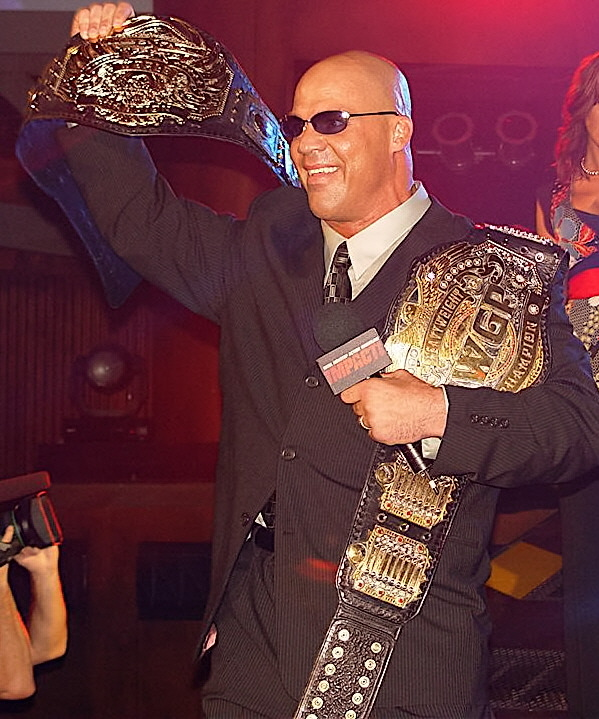
كيرت انجل يحمل التصميم الاول للقب

جيف هاردي مع الثاني تصميم حزام اللقب، يطلق عليها اسم «بطولة الخالدين»

في 8 نوفمبر 2010 تم تسجيل حلقة 11 نوفمبر 2010 من الامباكت! ، قدمت TNA تصميما جديدا للحزام بطولة العالم للوزن الثقيل، الذي أطلق عليه جيف هاردي «بطولة الخالدين»، كجزء من قصة فريق الايمورتالز. التصميم الثاني يتألف من حزام أرجواني مع لوحة وسط الفضة تصور رأس لشخص ملثم (مصممة لتشبه وجه هاردي مع طلاء الوجه)، وشعار TNA على الجبين والخطوط الزرقاء على طول القناع. كانت هناك أربع لوحات جانبية غير منتظمة الشكل على حزام البطولة، على شكل نجوم مع حواف مدورة على وجهين من هذه اللوحات. 

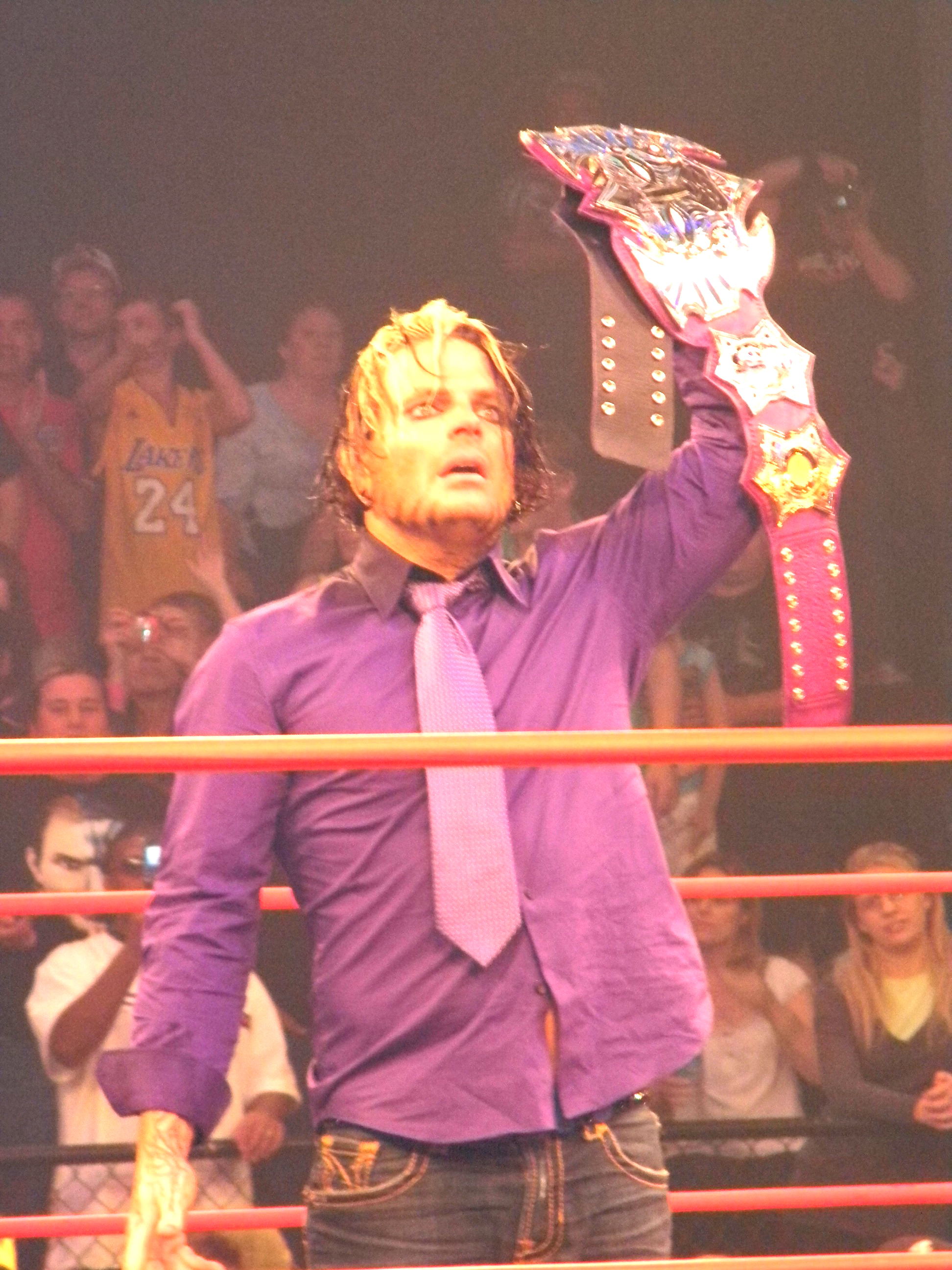
جيف هاردي يحمل التصميم الثاني للقب لقب الامورتلز

تم استبدال حزام اللقب الخالدين بالتصميم الثالث لحزام البطولة في 14 مارس 2011 تم بث هذه الحلقة في 17 مارس 2011، الذي قدم هذا التصميم البطل الحالي في ذلك الوقت، ستينغ. التصميم يظهر سبع لوحات ذهبية على حزام من الجلد الأسود. لوحة الوسط بها الماس ينحاز على طول حوافها مدورة متعددة، مماثلة لتلك التي توجد حزام الذهب الكبير. على لوحة المركز يظهر شعار التي ان ايه بالذهب بالحجم الكبير وتحت ذلك عبارة «بطل الوزن الثقيل» محفورة بالفضة. على كل جانب من لوحة المركز كان مجموعة من ثلاث لوحات أصغر، واحدة تظهر شعار ال TNA محفورة في حين أن الاثنين آخرين تظهر نصفين منفصلين من الكرة الأرضية، على جانبي لوحة الجانب شعار TNA . 

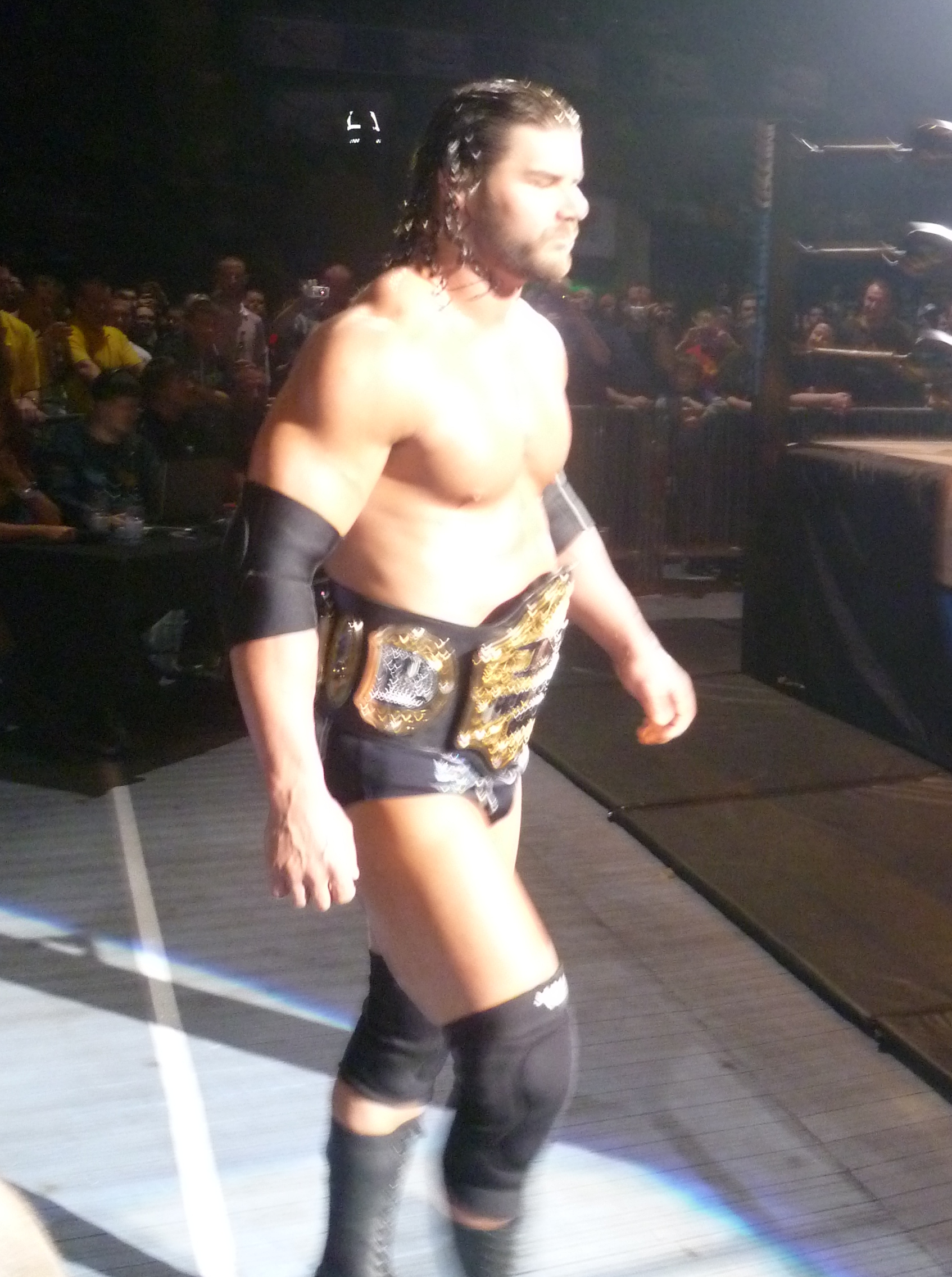
بوبي رود يظهر حامل التصميم الثالث للقب

بعد سلاميفرسري 2017، تم استخدام كل من احزمه ال TNA والجلوبال فورس ريسلينج العالمية الأصلية في اتصال لتمثيل توحيد اللقبين. في ديستيشن اكس 2017، أصبح حزام GFW العالمي هو البطولة، مع نظام ألوان محدث، هو الحزام الوحيد المستخدم ظل اللقب مستخدم حتي تم إنشاء لقب جديد بسبب انهاء اتفاقية الاستحواذ علي شركة جلوبال فورس ريسلينغ 

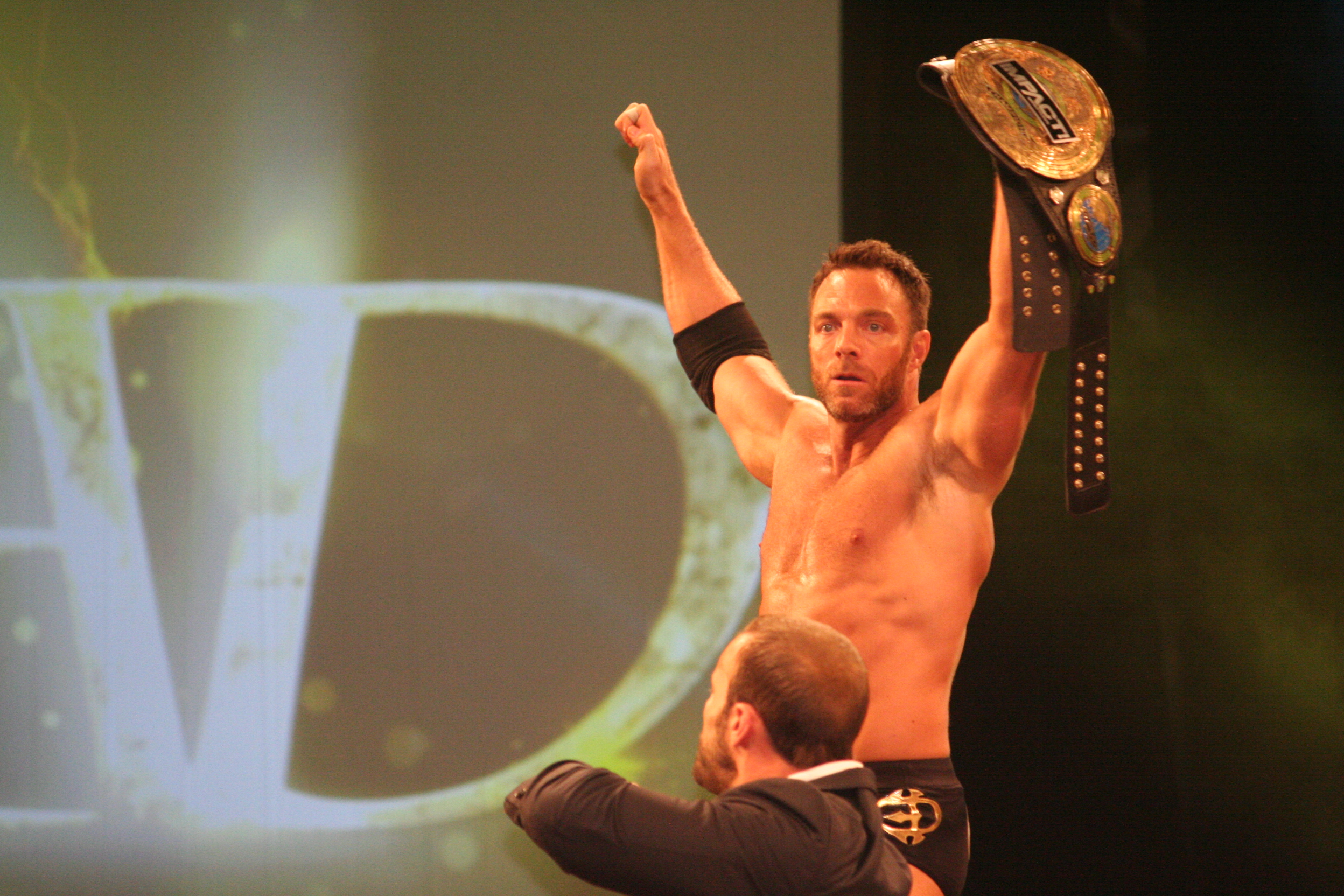
ايلي دريك يحمل التصميم الرابع للقب

تم الإعلان عن تصميم عنوان جديد وتم تقديمه في عرض تي ان ايه ريديمشين في 22 أبريل 2018. تحمل لوحة المركز الذهبي شعار امباكت مع تصميم بومة فوقه وكلمة «بطل العالم» المدرج أسفل الشعار. على كل جانب من اللوحة المركزية مجموعة من أربع لوحات من الذهب الأصغر، تضم الأولى والثانية على كل جانب نصفين متماثلين منفصلين من الكرة الأرضية مكتوب عليها «عالم» فوق الكرات و «بطل» مدرجة أسفلها والثاني يضم شعار الاتحاد دون تصميم البومة. 

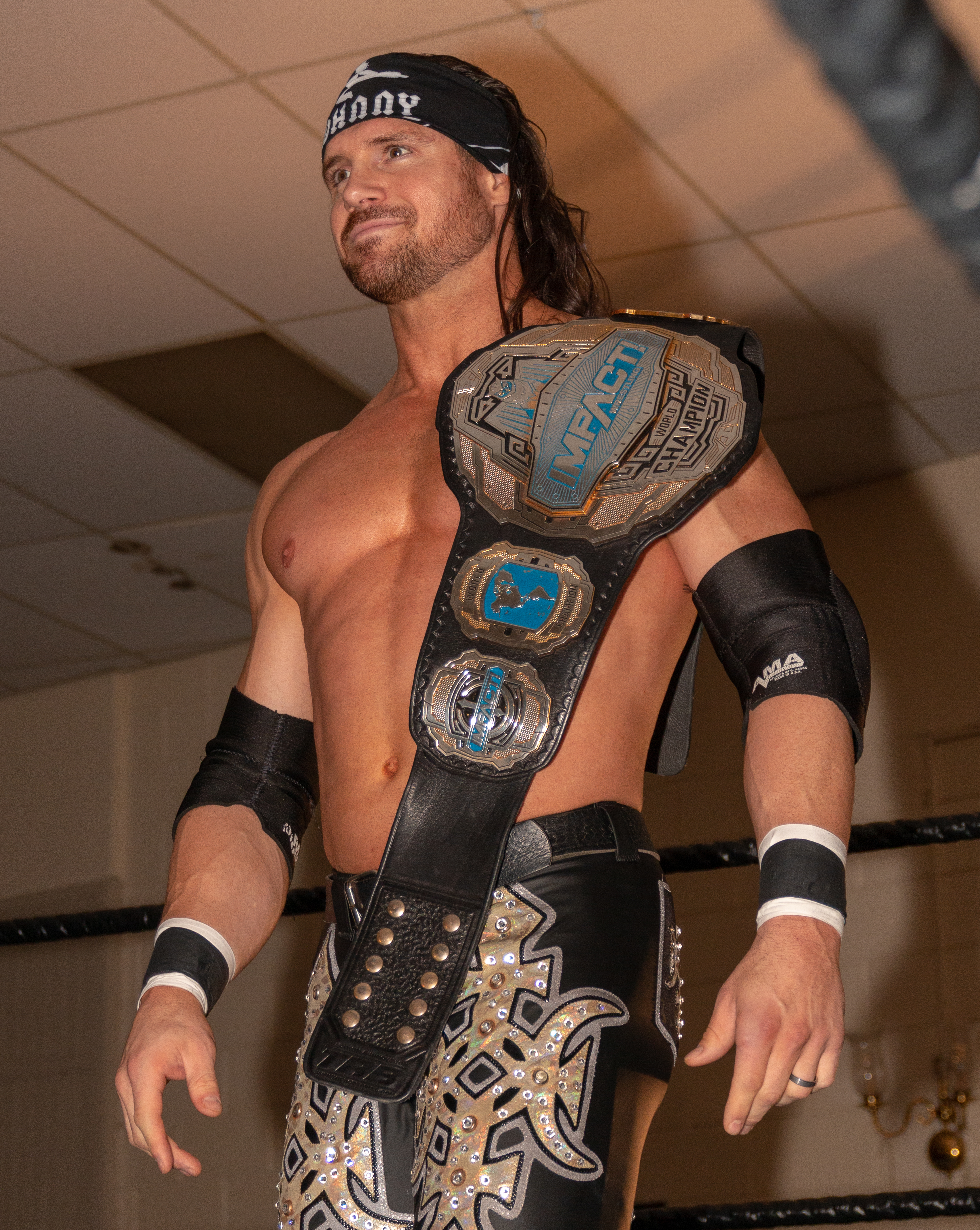
جوني امباكت يحمل التصميم الخامس للحزام

## الفترات
مقالة منفصلة: قائمة ابطال العالم التي ان ايه للوزن الثقيل
وعموما، كان هناك 41 عهد يشارك بين 21 المصارعين. وكان البطل الافتتاحي كورت أنغل، الذي فاز بالبطولة بفوزه على كريستيان كيج وستينغ في مباراة ثلاثية في 13 مايو 2007 في عرض ساكريفايس. ويحمل أنجل أيضا رقما قياسيا لأقصر فترة حمل لقب في تاريخ اللقب يوم واحد. كما احتفظ الزاوية أيضا بأكبر عدد من مرات حمل اللقب. 256 يوما، هي لبفترة التي حمل فيها بوبي رود اللقب أطول عترة حمل لقب في التاريخ. تم جعل اللقب شاغر 5 مرات مختلفة بالإضافة الي مرتين في تاريخ الآن دبليو تي ان ايه.
براين هو بطل الحالي وفاز باللقب بعد ان هزم المصارع جوني امباكت في 28 مايو 2019، في مدينة تورنتو بولاية اونتاريو الكندية خلال عرض تي ان ايه ريبليون